# Tajný život mazlíčků 2
Tajný život mazlíčků (v anglickém originále The Secret Life of Pets 2) je americký animovaný film z roku 2019. Režie se ujali Chris Renaud a scénáře Brian Lynch. V původním znění postavy namluvili Louis C.K., Eric Stonestreet, Kevin Hart, Steve Coogan, Ellie Kemper, Bobby Moynihan, Lake Bell, Dana Carvey, Hannibal Buress, Jenny Slate a Albert Brooks.

## Obsazení
| Louis C.K.               | Max                   |
| Eric Stonestreet         | Baron                 |
| Kevin Hart               | Snížek                |
| Ellie Kemperová          | Katie, Maxova panička |
| Lake Bellová             | Koule                 |
| Dana Carvey              | Dědek                 |
| Hannibal Buress          | Buddy                 |
| Jenny Slateová           | Gidget                |
| Bobby Moynihan           | Mel                   |
| Steve Coogan             | Ozón                  |
| Albert Brooks            | Tiberius              |
| Tara Strongová           | Čimča                 |
| Chris Renaud             | Norman                |
| Michael Beattie          | Kérák                 |
| Sandra Echeverría        | Maria                 |
| Jaime Camil              | Fernando              |
| Kiely Renaud             | Molly                 |
| Brian T. Delaney         | Burák                 |
| Bill Farmer              | Nitro                 |
| Jim Cummings             | Derick                |
| Kevin Michael Richardson | Papillon              |
| Jess Harnell             | Trevor                |

### Dabing
| Kryštof Hádek     | Max                   |
| David Novotný     | Baron                 |
| Martin Dejdar     | Snížek                |
| Lucie Pernetová   | Katie, Maxova panička |
| Vanda Hybnerová   | Koule                 |
| Pavel Zedníček    | Dědek                 |
| Ernesto Čekan     | Buddy                 |
| Jana Znenáhlíková | Gidget                |
| Otto Rošetzký     | Mel                   |
| Tomáš Racek       | Ozón                  |
| Václav Vydra      | Tiberius              |
| Ondřej Lážnovský  | Norman                |